# Rock Creek (Potomac River)
Der Rock Creek ist ein Nebenfluss des Potomac River in Maryland. Er ist etwa 52,5 km lang. Im Rock Creek Park in Washington, D.C. mündet er in den Potomac River. An den unteren 400 m des Flusses lassen sich Gezeiten feststellen.